# Isidore Taylor

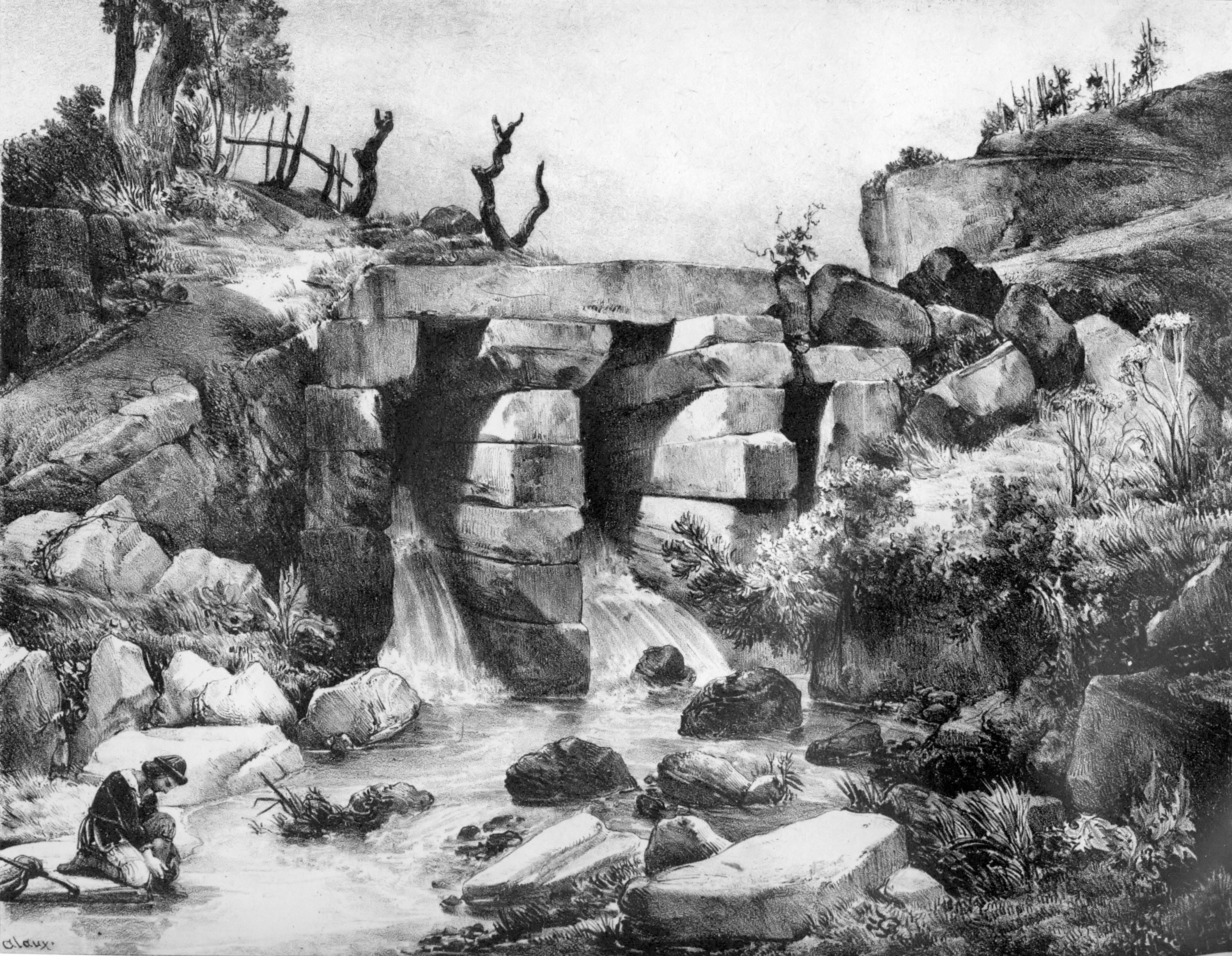
Pont des Arches, ilustración de los Voyages pittoresques et romantiques dans l'ancienne France (1827)

Isidore-Justin-Séverin Taylor, barón Taylor (Bruselas, 5 o 15 de agosto de 1789-París, 6 de septiembre de 1879) fue un dramaturgo, político, filántropo y artista francés.

## Biografía
Era hijo de Hélie Taylor, de origen inglés, y de Marie-Jacqueline-Antoinette Walwein, de origen flamenco. Destinado a la carrera militar, inició estudios en la École polytechnique, pero los abandonó rápidamente. En 1818 inició un viaje por Francia y otros países de Europa, que dio origen a unas memorias, Voyages pittoresques et romantiques dans l'ancienne France (1820-1863), en colaboración con Charles Nodier, que se publicó por entregas con ilustraciones elaboradas por algunos de los mejores artistas del momento, como Richard Parkes Bonington, Théodore Géricault, Dominique Ingres, Carle Vernet y Horace Vernet. También viajó por Cercano Oriente, lo que dio como fruto su obra La Syrie, l'Égypte, la Palestine et la Judée (1839), ilustrada con acuarelas elaboradas por él mismo.
Junto a sus libros de viajes escribió diversos dramas teatrales, de corte romántico: Ismael et Maryam, ou l'arabe et la chrétienne (1821), La fille de l'Hébreu et le chevalier du temple (1823) y Bertram ou le pirate (1821, con Charles Nodier, adaptación de la obra de Charles Maturin). 
En 1823 participó en España con la expedición de los Cien Mil Hijos de San Luis, como ayudante de campo del general Jean-François Louis d'Orsay. Este viaje dio origen a su Voyage pittoresque en Espagne, ilustrado con grabados realizados a partir de dibujos del propio Taylor, en los que plasmaba los monumentos y la vida y costumbres españolas de la época.
En 1825 recibió de Carlos X el título hereditario de barón.
Fue director de la Comédie-Française entre 1825 y 1830 y entre 1831 y 1838.
En 1835 recibió el encargo del rey Luis Felipe I de formar una colección de pintura española para el Museo del Louvre, para lo que viajó de nuevo a España, donde contó con el asesoramiento de la familia Madrazo. La coyuntura histórica le fue favorable, debido a las guerras carlistas y a la desamortización de Mendizábal, por lo que pudo adquirir una gran cantidad de obras notables. En 1838 se abrió en París la llamada Galería española, formada por unas cuatrocientas obras, entre ellas cuadros de Francisco Zurbarán, Bartolomé Esteban Murillo, José de Ribera, Alonso Cano y Diego Velázquez. Fue desmantelada en 1853 y sus obras subastadas.
Desde los años 1840 inició diversas actividades filantrópicas para la protección de las profesiones artísticas, que se materializaron en la Fundación Taylor. En 1847 ingresó en la Academia de Bellas Artes.
En 1869 fue nombrado senador del Segundo Imperio.
Casó en 1854 con Théodora Louise Guido, con quien tuvo dos hijos: Isidora Ernestine Taylor y Félix, barón Taylor.
En 1822 fue nombrado caballero de la Legión de Honor, en 1834 oficial, en 1837 comendador y, en 1877, Gran Oficial de la misma.